# المشيمة (مجلة)
المشيمة هي مجلة طبية تخضع لاستعراض الأقران في مجال أمراض النساء والتوليد. يوفر معلومات حول الاستقصاءات العلمية والسريرية المتعلقة بأبحاث المشيمة وتطبيقاتها.  تتضمن المجلة مراجعات كاملة ومُصغرة، ومقالات أصلية، ومراجعات للكتب، وإعلانات وتقارير، وملخصات لقاءات مهمة، ورسائل إلى المحرر.
هي الجريدة الرسمية للاتحاد الدولي لجمعيات المشيمة، والتي تضم: 
- جمعية أستراليا ونيوزيلندا لبحوث المشيمة
- مجموعة المشيمة الأوروبية
- جمعية المشيمة اليابانية
- جمعية المشيمة للأمريكتين

كان عامل التأثير للمجلة بنسبة 2.71 في عام 2014. وفقًا لإحصاءات شبكة العلوم، تحتل المجلة المرتبة 16 من أصل 79 مجلة في فئة أمراض النساء والتوليد، والمرتبة 18 في فئة علم الأحياء التنموي مع 41 مجلة والمرتبة 10 من أصل 30 في فئة بيولوجيا التكاثر من المجلات. 